# Rafika Dakhlaoui
Rafika Dakhlaoui (arabe : رفيقة الدخلاوي), née le 29 juin 1981 en Tunisie, est une karatéka tunisienne.

## Carrière
Rafika Dakhlaoui est médaillée de bronze en kumite individuel féminin des plus de 60 kg et en kumite individuel féminin open aux Jeux africains de 2003 à Abuja ainsi qu'aux Jeux méditerranéens de 2005 à Almería. Elle est ensuite médaillée d'or en kumite féminin open aux Jeux africains de 2007 à Alger.